# Kostel svatého Martina (Soběsuky)
Kostel svatého Martina je římskokatolický kostel zasvěcený svatému Martinovi v Soběsukách v okrese Chomutov. Od roku 1963 je chráněn jako kulturní památka. Kostel stojí na okraji terénní hrany nad údolím Ohře asi jeden kilometr pod hrází nechranické přehrady. Je obklopen zrušeným hřbitovem a hřbitovní zdí s barokní branou.

## Historie
První písemná zmínka o kostele svatého Martina v Soběsukách pochází z roku 1369, ale existují dohady o starším kostele založeném okolo roku 1180 mnichy z kláštera ve Waldsassenu. Stávající barokní podobu kostel získal během přestavby na konci 17. století. V kostele byli až do osmdesátých let 18. století pohřbíváni majitelé panství. Nový hřbitov byl zřízen asi půl kilometru jižně od návsi.

## Stavební podoba
Kostel je jednolodní a na východě ho uzavírá pravoúhlý presbytář, k jehož stranám jsou připojeny dva šestiboké přístavky. Před západní průčelí vystupuje hranolová věž a střecha nese sanktusovou vížku. Fasády jsou členěné pilastry a a půlkruhově ukončenými okny. Vnitřní stěny lodi přechází fabionem do stropu členěného štukovými rámci. Presbytář se do lodi otevírá půlkruhovým vítězným obloukem a je zaklenutý valenou klenbou s lunetami na římsových konzolách. Kruchta je dřevěná a zdobí ji barokní sošky evangelistů. V jižní stěně se zachovalo gotické zdivo a zazděný pískovcový portál.

## Vybavení
V kostele se nachází čtyři oltáře: hlavní oltář svatého Martina, dále oltář svatého Jana Nepomuckého, oltář Panny Marie a oltář svatého Josefa. K vybavení také patří kazatelna, křtitelnice a lavice v chrámové lodi. Na vítězném oblouku je soška Piety z 19. století. Sochy svatých v sakristii jsou ze druhé poloviny 18. století. Lavice na oratoři pochází z období okolo roku 1680. Interiér také zdobí obrazy křížové cesty z roku 1771. Z původních tří zvonů v kostele zůstal jen největší renesanční zvon z roku 1539 zdobený nápisem „MD XXXIX 1539 sit nomen domini benedictvm ex hoc nunc et usqve in seculum anno“.

## Okolí kostela
U brány ve hřbitovní zdi je na vysokém podstavci sousoší z roku 1724 se svatým Janem Nepomuckým, který stojí na zeměkouli a doprovázejí ho dva andělé. Před kostelem byl také na původní návsi vztyčen raně barokní mariánský sloup z roku 1694.

## Galerie

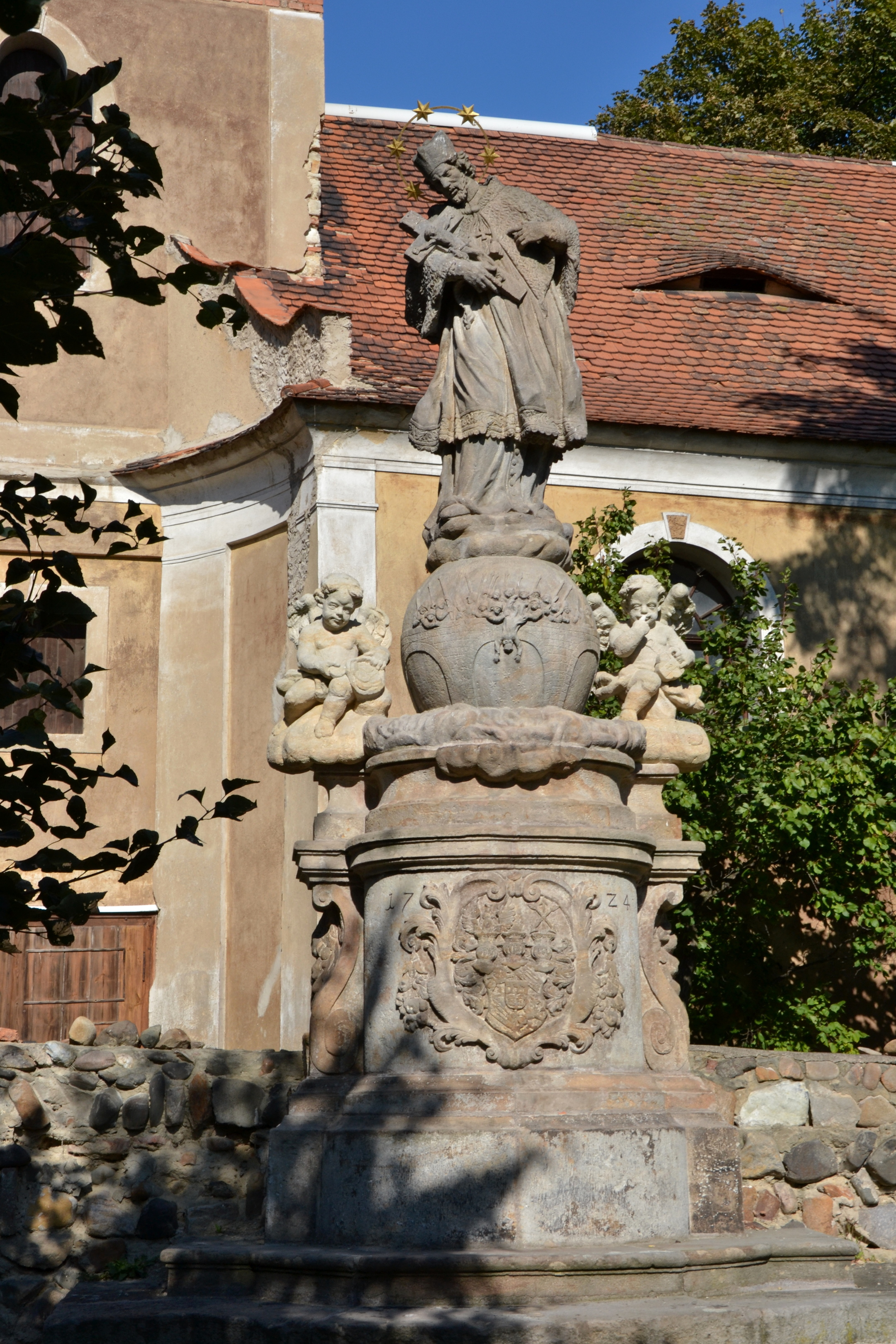
Sousoší svatého Jana Nepomuckého
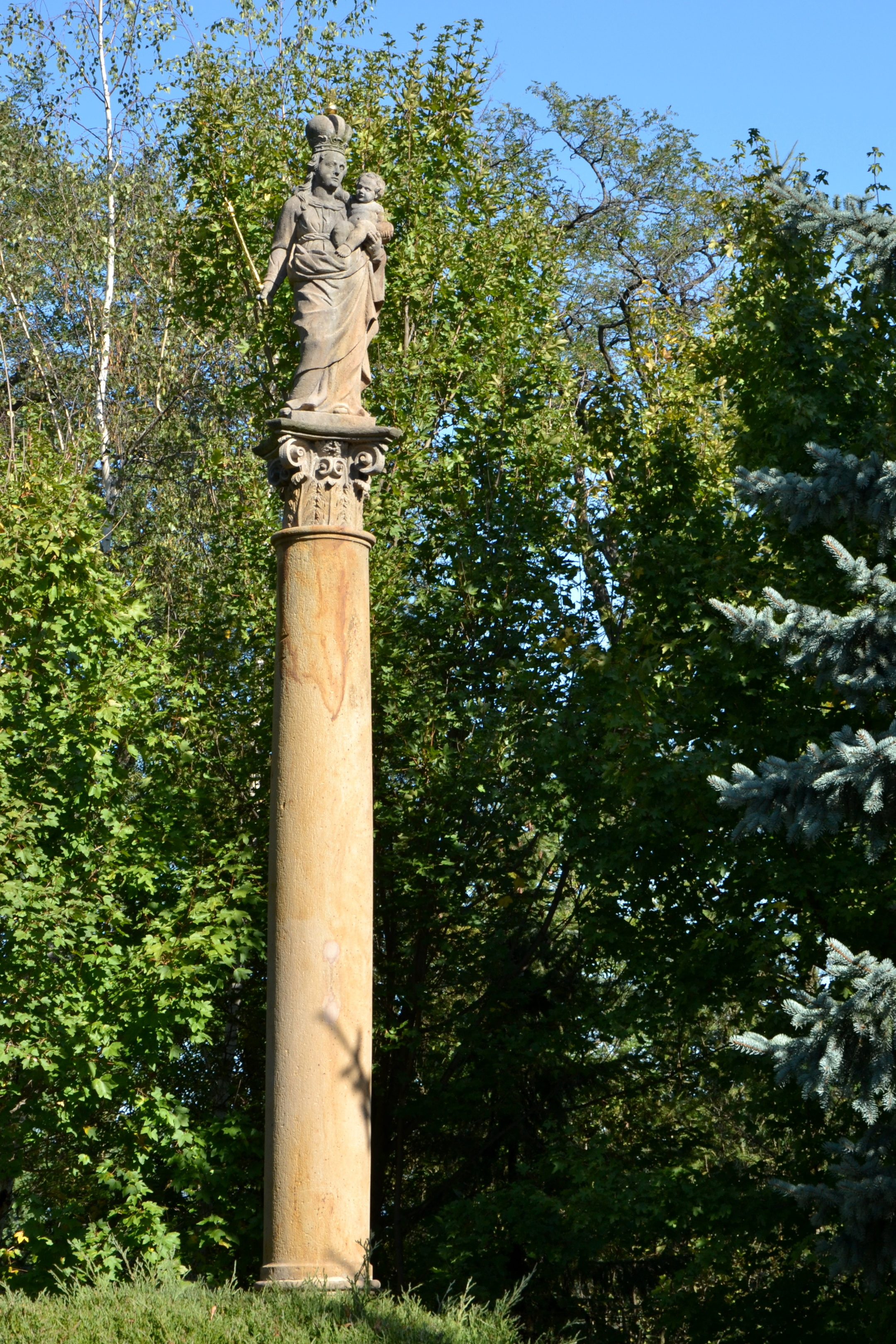
Mariánský sloup před kostelem